# Tudhaliya il Giovane
Tudhaliya il Giovane (1370 a.C. circa – 1355 a.C. circa) è stato un sovrano ittita che regnò brevemente a metà del XIV secolo a.C.

## Ascesa e morte di un giovane re
Figlio di primo rango e tuhkanti (principe della corona) di Tudhaliya III, salì al trono alla morte del padre, avvenuta attorno al 1355 a.C. Dopo un periodo travagliato, il regno ittita aveva ripreso vigore proprio negli ultimi anni di suo padre, principalmente grazie all'azione determinata del suo fratellastro Šuppiluliuma, Gal Mešedi, ovvero capo delle guardie reali, del padre e comandante militare in campo.
Le truppe ittite avevano infatti riconquistato la capitale Hattuša, precedentemente persa, ed erano riuscite a riappropriarsi di buona parte delle Terre Alte e delle Terre Basse storicamente appartenute al loro regno.
Non abbiamo resoconti dettagliati su cosa sia accaduto tra i due figli di Tudhaliya III alla sua morte ma, all'ascesa al trono di Tudhaliya il Giovane, Šuppiluliuma dovette ribellarsi facendo leva sui grandi successi militari ottenuti, sul vasto consenso raccolto tra nobiltà ittita ed esercito e sull'appoggio di Daduhepa, Regina Regnante. Quello che ne seguì, confronto armato o congiura di palazzo, ebbe l'esito di portare sul trono Ittita Šuppiluliuma I, mentre Tudhaliya il Giovane venne ucciso.
Prova ulteriore della morte violenta del giovane re ci arriva da un'orazione rivolta agli dei dal figlio di Šuppiluliuma I, Muršili II, che alla fine del XIV secolo riterrà che l'epidemia che stava flagellando Hatti (iniziata proprio sotto il regno di suo padre) fosse dovuta "al sangue dell'uccisione di Tudhaliya il Giovane" del quale si professava innocente.
Eliminato il fratellastro e sottoposta Satanduhepa ad una autentica damnatio memoriae, Suppiluliuma I ascenderà al trono, trasformando il regno ittita in impero.

## La numerazione dei Tudhaliya
C'è discordanza tra gli studiosi nella numerazione dei sovrani chiamati Tudhaliya, nome molto diffuso nel regno Ittita che rende complicato il computo dei re con questo nome.
La diversa interpretazione di alcuni testi nel tempo, e l'attribuzione di alcuni numeri ad alcuni re con questo nome, consolidatasi, hanno costretto gli storici ad alcuni artifici.
In particolare i primi due Tudhaliya, vissuti proprio agli albori del Nuovo Regno, si presume oggi che possano essere stati uno solo, tant'è che molti lo indicano con il nome Tudhaliya I/II; seguendo la numerazione oggi più diffusa (a cui fanno riferimento anche Bryce e Singer), il padre di Šuppiluliuma I è chiamato Tudhaliya III (1370-1350) e dal momento che l'ultimo sovrano con tale nome (1237-1209) è indicato da tempo con il numero IV, quando ci si riferisce al fratellastro di Šuppiluliuma I si utilizza convenzionalmente l'appellativo di Tudhaliya il Giovane, peraltro usato anche nei testi dell'epoca ittita.